# هانس فن منگلولت
هانس فریدریش فُن منگلولت ریاضیدان آلمانی زاده ۱۸ مه سال ۱۸۵۴ شهر وایمار است. از کارهای وی می‌توان به تابع منگولد اشاره کرد.

## تابع منگولد
تابع منگلولت را با نماد Λ نشان می‌دهند و به شکل زیر تعریف می‌شود.
{\displaystyle \Lambda (n)={\begin{cases}\ln p&{\mbox{if }}n=p^{k}{\mbox{ for some prime }}p{\mbox{ and integer }}k\geq 1,\\0&{\mbox{otherwise.}}\end{cases}}}
برای مثال:
{\displaystyle \Lambda (2)=ln(2)}
{\displaystyle \Lambda (6)=0}
{\displaystyle \Lambda (27)=ln(3)}
{\displaystyle \Lambda (16)=ln(2)}
{\displaystyle \Lambda (25)=ln(5)}
{\displaystyle \Lambda (30)=0}